# Mignaloux-Beauvoir
Mignaloux-Beauvoir és un municipi francès situat al departament de la Viena i a la regió de la Nova Aquitània. L'any 2019 tenia 5.026 habitants.

## Demografia

### Població
El 2007 la població de fet de Mignaloux-Beauvoir era de 3.881 persones. Hi havia 1.602 famílies de les quals 429 eren unipersonals (173 homes vivint sols i 256 dones vivint soles), 551 parelles sense fills, 500 parelles amb fills i 122 famílies monoparentals amb fills.
La població ha evolucionat segons el següent gràfic:
Habitants censats

### Habitatges
El 2007 hi havia 1.816 habitatges, 1.636 eren l'habitatge principal de la família, 20 eren segones residències i 161 estaven desocupats. 1.465 eren cases i 338 eren apartaments. Dels 1.636 habitatges principals, 1.095 estaven ocupats pels seus propietaris, 510 estaven llogats i ocupats pels llogaters i 30 estaven cedits a títol gratuït; 98 tenien una cambra, 100 en tenien dues, 207 en tenien tres, 293 en tenien quatre i 937 en tenien cinc o més. 1.418 habitatges disposaven pel capbaix d'una plaça de pàrquing. A 637 habitatges hi havia un automòbil i a 951 n'hi havia dos o més.

### Piràmide de població
La piràmide de població per edats i sexe el 2009 era:
| Homes | Edats   | Dones |
| ----- | ------- | ----- |
| 0     | 95 o +  | 0     |
| 0     | 90 a 94 | 12    |
| 8     | 85 a 89 | 16    |
| 4     | 80 a 84 | 0     |
| 24    | 75 a 79 | 16    |
| 40    | 70 a 74 | 28    |
| 48    | 65 a 69 | 48    |
| 76    | 60 a 64 | 76    |
| 72    | 55 a 59 | 68    |
| 108   | 50 a 54 | 112   |
| 140   | 45 a 49 | 112   |
| 184   | 40 a 44 | 208   |
| 124   | 35 a 39 | 156   |
| 116   | 30 a 34 | 92    |
| 124   | 25 a 29 | 136   |
| 104   | 20 a 24 | 112   |
| 132   | 15 a 19 | 144   |
| 188   | 10 a 14 | 132   |
| 104   | 5 a 9   | 108   |
| 72    | 0 a 4   | 116   |

## Economia
El 2007 la població en edat de treballar era de 2.686 persones, 2.007 eren actives i 679 eren inactives. De les 2.007 persones actives 1.889 estaven ocupades (924 homes i 965 dones) i 118 estaven aturades (63 homes i 55 dones). De les 679 persones inactives 241 estaven jubilades, 338 estaven estudiant i 100 estaven classificades com a «altres inactius».

### Ingressos
El 2009 a Mignaloux-Beauvoir hi havia 1.566 unitats fiscals que integraven 3.888,5 persones, la mediana anual d'ingressos fiscals per persona era de 23.740 €.

### Activitats econòmiques
Dels 161 establiments que hi havia el 2007, 1 era d'una empresa alimentària, 11 d'empreses de fabricació d'altres productes industrials, 25 d'empreses de construcció, 25 d'empreses de comerç i reparació d'automòbils, 12 d'empreses de transport, 7 d'empreses d'hostatgeria i restauració, 7 d'empreses d'informació i comunicació, 8 d'empreses financeres, 14 d'empreses immobiliàries, 24 d'empreses de serveis, 17 d'entitats de l'administració pública i 10 d'empreses classificades com a «altres activitats de serveis».
Dels 40 establiments de servei als particulars que hi havia el 2009, 1 era una oficina de correu, 1 una oficina bancària, 6 tallers de reparació d'automòbils i de material agrícola, 2 paletes, 3 guixaires pintors, 6 fusteries, 4 lampisteries, 3 electricistes, 1 empresa de construcció, 2 perruqueries, 2 veterinaris, 4 restaurants, 4 agències immobiliàries i 1 saló de bellesa.
Dels 6 establiments comercials que hi havia el 2009, 1 era un supermercat, 1 una fleca, 1 una botiga de congelats, 2 llibreries i 1 un drogueria.
L'any 2000 a Mignaloux-Beauvoir hi havia 33 explotacions agrícoles que ocupaven un total de 740 hectàrees.

## Equipaments sanitaris i escolars
L'únic equipament sanitari que hi havia el 2009 era una farmàcia.
El 2009 hi havia 1 escola maternal i 1 escola elemental.

## Poblacions més properes
El següent diagrama mostra les poblacions més properes.